# Snoqualmie (Volk)
Die Snoqualmie (S·dukwalbixw) sind ein im US-Bundesstaat Washington lebender indianischer Stamm. Sie leben im Snoqualmie-Tal im östlichen King County und im Snohomish County. Ihr traditionelles Gebiet umfasste Monroe, Carnation, Fall City, Snoqualmie, North Bend, Mercer Island und Issaquah. Seit 1999 sind sie als Stamm (tribe) anerkannt.
Sie sprechen einen Dialekt der südwestlichen Küsten-Salish, das Lushootseed. Nach eigenen Angaben hat der Stamm 597 Mitglieder, jedoch werden auch ca. 650 angegeben.

## Geschichte

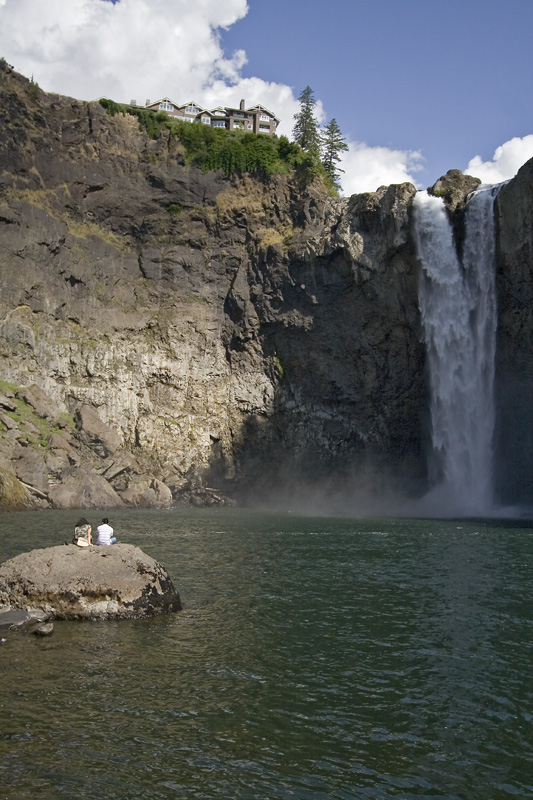
Der Snoqualmie-Fall im Sommer

Wie alle Küsten-Salish, so wanderten die Snoqualmie saisonal in Abhängigkeit von Lachs, Wild und Vegetationszyklen. Diese führten dazu, dass sie nur im Winter feste Häuser bezogen, die als Plankenhäuser bekannt sind. Auch bewohnten sie Häuser, die nur mit Matten abgedeckt waren und die zu einer Seite geöffnet auf ein Feuer blickten.
Mit ihren Kanus betrieben sie Handel im Puget Sound und bis zum Fraser River nordwärts, wobei sie Decken aus Ziegen- und Hundehaar sowie Gras herstellten. Ungewöhnlich für einen Stamm der Küsten-Salish ist jedoch, dass die Snoqualmie einige Pferde besaßen, und der Stamm strenger organisiert war. Die Pferde erhielten sie wohl von den Yakima, mit denen sie in verwandtschaftlichen Beziehungen standen. Konfliktreich war hingegen die Beziehung zu den Nisqually, den Klallam und den Cowichan auf Vancouver Island.
An den Snoqualmie Falls schuf der Schöpfer erstmals Mann und Frau, und von hier führt eine Verbindung zum Himmel. Der Wasserfall ist dem Stamm noch heute heilig, doch konnten sie seine Nutzung zur Energiegewinnung (1898 und 1910) nicht verhindern.
Das Volk der Snoqualmie lebte spätestens ab 1844 in zwei Dörfern im Tal des Snoqualmie Rivers. Das eine lag an der Mündung des Tok River, das andere rund eine Meile unterhalb der 82 m hohen Snoqualmie Falls. Neben ihrem gewohnten Lebensstil legten sie auch Kartoffelbeete an. 

### Der Vertrag von Point Elliott

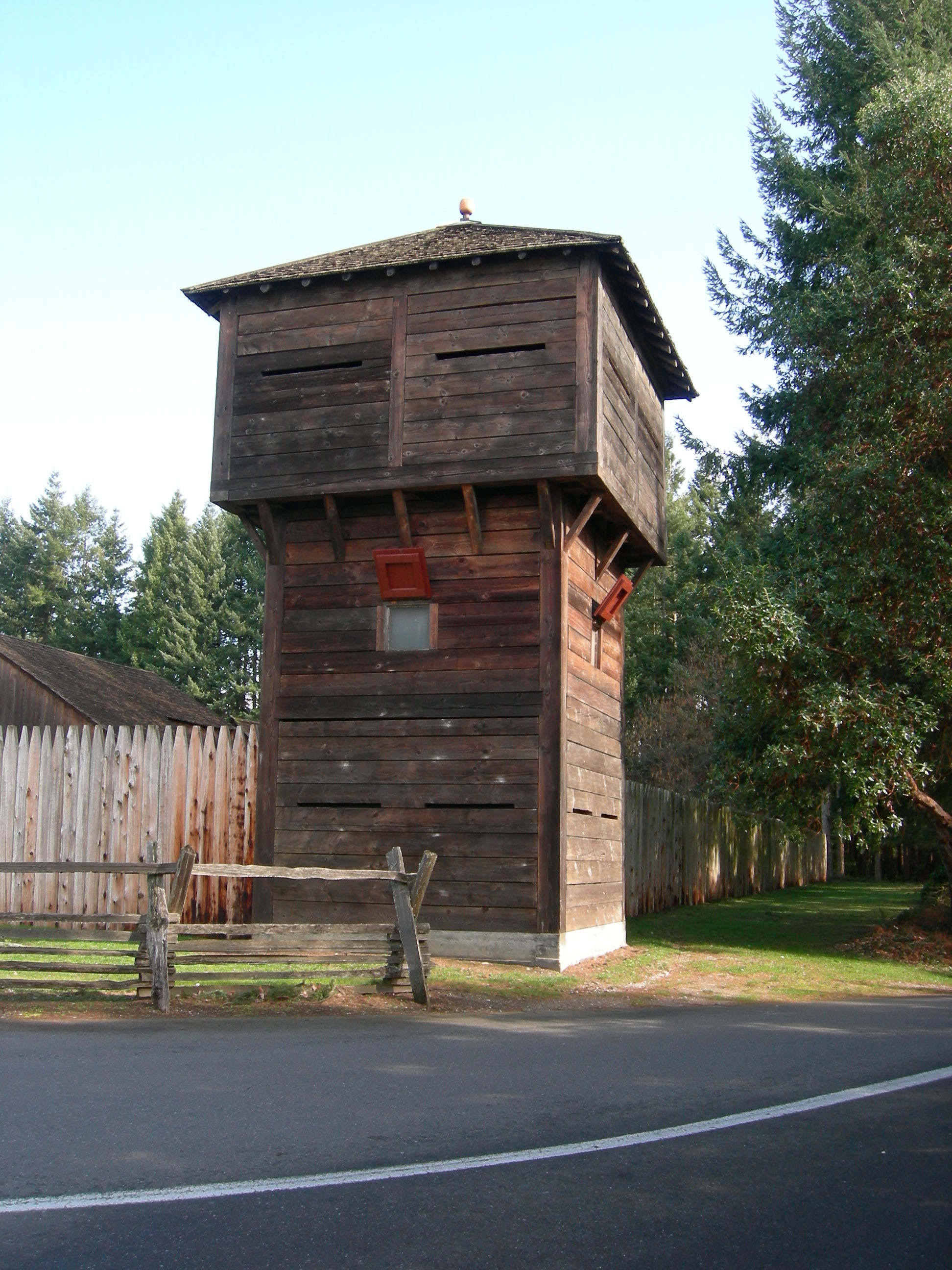
Eckturm in Fort Nisqually, Rekonstruktion

Um 1855 waren die Snoqualmie einer der größten Stämme am Puget Sound, mit etwa 4.000 Mitgliedern, doch handelte es sich wohl eher um eine Stammeskonföderation. Die Zahlenangaben für die Mitte des 19. Jahrhunderts schwanken ansonsten zwischen 225 und 350. Der Snoqualmie-Häuptling Patkanim griff am 1. Mai 1849 Fort Nisqually an. Von den später Angeklagten wurden zwei durch ein amerikanisches Gericht gehängt, darunter der Bruder des Häuptlings, ein Skykomish.
Putkanim unterzeichnete den Vertrag von Point Elliott im Jahr 1855, in dem das gesamte Land der Snoqualmie vom Snoqualmie Pass bis Everett an die Bundesregierung abgetreten wurde. Die Snoqualmie sollten in das Tulalip-Reservat umziehen. Es gelang ihnen nie, ihr Gebiet am Tok River zurückzugewinnen.
Putkanim war eher ein Feind der Briten, als der Amerikaner, die er mit sechzig Mann kurz nach der Vertragsunterzeichnung gegen andere Stämme unterstützte. Für deren Tötung erhielt er Prämien, meist in Form von Decken.
In der ersten Hälfte des zwanzigsten Jahrhunderts führte Häuptling Pat Kanims Neffe, Häuptling Jerry Kanim (1870–1956), den Stamm, der 1870, unter Häuptling Samawa, aus 301 Menschen bestand. Der Stamm besaß die bundesstaatliche Anerkennung von 1859, als der US-Senat und der Präsident den Point-Elliott-Vertrag ratifizierten, bis 1953, als sie nicht mehr als „organisierter“ Stamm in die Zuständigkeit des Bureau of Indian Affairs fielen.
Der Vertrag von Point Elliott war in seinen Schutzbestimmungen und in seiner Definitionsgewalt für die beteiligten 22 Stämme von zentraler Bedeutung. Immer wieder wurde seine Einhaltung verlangt und die Anerkennung der Unterzeichnerstämme gefordert. Doch bis 1934 verfolgte die Regierung ein Programm der Auflösung der Stämme in Individuen. Dagegen wehrten sich die Stämme, zunehmend unter Teilnahme einer inzwischen entstandenen, medialen Öffentlichkeit.

### Das große Treffen von 1933
1933 versuchte der Posten der American Legion in Kirkland ein Treffen möglichst vieler Stämme zu arrangieren. Häuptling Jerry Kanim von den Snoqualmie nahm das Angebot als erster an. Im März 1933 versammelte er viele Stämme in der Nähe des Lake Sammamish. Sowohl die Gemeinde, als auch die Legion sollten tiefe Einblicke in die Indianerkultur tun und auch materiell davon profitieren. Kirkland und die Betreiber der Lake Washington-Fähre, die Seattle mit der Bucht verband, erwarteten, mitten in der Weltwirtschaftskrise, zahlreiche Besucher und erhebliche Einnahmen.
Häuptling Jerry Kanim und Skykomish-Häuptling Black Thunder sowie eine Frauendelegation der Muckleshoot führten die Vorverhandlungen. Die Strände der Juanita Bay, über Generationen eine Sammelstelle von wapato (Pfeilkraut, Sagittaria), wurden zum Ort der großen Versammlung auserwählt.
Der La-Conner-Stamm lieh sich zwei Großkanus, Joseph Hillaire hielt Vorträge vor Bürgern und an Schulen, Martin Samson, Präsident der Northwest Federation of Indians, forderte in Radio-Interviews zur Teilnahme auf.
Am letzten Maiwochenende lagerten über 400 Indianer in traditioneller Kleidung an der Juanita Bay, in Tipis und Zelten. Zahlreiche Männer nahmen an Kanurennen der Swinomish, La Conner, Skagit (vgl. Upper und Lower Skagit) und anderer Stämme teil. Dazu kamen Spiele und Tänze. Der Gouverneur wurde zum Mitglied der Lummi erhoben und versprach ihnen die Einhaltung der Schutzbestimmungen von 1855. Am Samstag verfolgten über 2.500 Menschen die erneute Unterzeichnung des Vertrags von Point Elliott. Joseph Hillaire, Sohn des Lummi-Häuptlings, der 1855 den Vertrag unterzeichnet hatte, hatte die Ereignisse um diesen Vertrag erforscht. Governor Clarence Martin übernahm die Rolle des damaligen Gouverneurs Isaac Ingalls Stevens, Jerry Kanim die seines Onkels, Häuptling Patkanim, andere Nachkommen folgten ihrem Beispiel. Zahlreiche Mitglieder der Snoqualmie, Snohomish, der Yakima und Skykomish, sogar der Lost Rainier und Darrington waren bei der Zeremonie anwesend.

### Der Kampf um die staatliche Anerkennung als Stamm
Nach der Vertragsunterzeichnung versuchten die Snoqualmie, ein Reservat am Tolt River zu bekommen, doch ohne Erfolg. 
Der aus etwa 600 Erwachsenen und 450 Kindern bestehende Stamm hat seit 1953 für die bundesstaatliche Anerkennung gestritten, als der Kongressbericht (Congressional Record) die Snoqualmie als nicht anerkannten Stamm aufführte.
Sie reichten eine Klage auf Rückerstattung von Land ein, das sie im Point Elliott-Vertrag an die USA abgetreten hatten. Am 30. Juni 1961 entschied die Indian Claims Commission gegen die Antragsteller. Am 27. August 1965 beantragten die Snoqualmie beim Court of Claims Revision, und der Gerichtshof revidierte die Entscheidung. Am 23. September 1968 fällte die Kommission ein Urteil zugunsten der Snoqualmie (und Skykomish) und bot die Zahlung von 257.698 Dollar an. Der Snoqualmie-Stamm hatte bereits 25.889 Dollar im Point-Elliot-Vertrag bekommen.
1974 wurde ihm allerdings durch das Boldt-Urteil, das nur den anerkannten Stämmen ihre vertraglichen Fischereirechte zusicherte, diese Rechte verweigert. Ähnlich erging es den Samish, Duwamish, Snohomish und Steilacoom, weil sie nicht anerkannte Stämme seien.
Um die Anerkennung erneut zu erhalten, zeigte der Stamm auf, dass die Bundesregierung verschiedene Verantwortlichkeiten des Stammes in Anspruch nahm, die aus dem Vertrag von Point Elliott stammten: So erhielten einige Stammesmitglieder Trustland und Lebensmittel. Außerdem versuchte die Tulalip-Agentur, eine Reservation für die Snoqualmie im Tolt-Tal einzurichten, aber ohne Erfolg. Die Bundesregierung erkannte den Snoqualmie-Stamm im August 1997 an, doch bereits im Dezember meldete der Tulalip-Stamm Ansprüche darauf an, dass die Tulalip-Stämme die wahren Nachfolger der Snoqualmie-Kultur seien und der Snoqualmie-Anspruch sich auf das Gebiet beschränken sollte, das sie als ihr eigenes betrachteten. Diese Einsprüche wurden jedoch zurückgewiesen.
Am 6. Oktober 1999 wurde der Snoqualmie-Stamm von der Bundesregierung formell anerkannt. Dieser Status bedeutet, dass die Vereinigten Staaten die Snoqualmie als souveräne Nation anerkennen und der Stamm Anspruch auf bundesstaatliche Programme und möglicherweise auf ein Reservat hat. Daneben fehlte noch eine Verfassung und gewählte Führer. Auch dies wurde nachgeholt.

## Aktuelle Situation
Anfang 2007 schloss der Stamm mit Bear Stearns einen Kreditvertrag über 330 Millionen Dollar zum Bau eines Spielcasinos auf Trust Land im King County, um so von der Finanzkraft des nicht weit gelegenen Seattle zu profitieren.
Die Eröffnung ist für Ende 2008 geplant. Neben Glücksspielen sind dort Konzerte, Boxveranstaltungen usw. vorgesehen.
Häuptling ist Jerry Enick.